# Nicolas-Antoine Boulanger
Nicolas-Antoine Boulanger (Parigi, 11 novembre 1722 – Parigi, 16 settembre 1759) è stato un ingegnere e filosofo francese, esponente dell'Illuminismo.

## Vita
Compì gli studi umanistici al Collegio di Beauvais. 
Durante la guerra di successione austriaca, in cui la Francia aderì a fianco di Federico II di Prussia, Boulanger accompagnò il barone di Thiers Antoine Crozart alle armi, in qualità di suo ingegnere personale, funzione che egli esercitò durante gli anni 1743-1744, fino all'assedio di Friburgo nel 1745.
Entrato nel Genio Civile in quello stesso anno, fu inviato nella Champagne, nella Lorena e nella Borgogna per eseguirvi diverse opere pubbliche. Diresse la realizzazione del ponte di Vaucouleurs; durante i lavori di quello di Foulain, nei pressi di Langres, fu colpito da una grave malattia che lo trattenne una stagione intera a Châlons-sur-Marne, da dove si recò a Parigi per passare la convalescenza con la sua famiglia. I suoi superiori allora lo impiegarono in Turenna. Entrò nella Sezione generale del Genio Civile di Parigi nel 1751. 
Ottenne il grado di Sottoingegnere nel 1749 e nel 1755 fu impiegato nella strada di Orléans. La fatica dovuta ai lavori aveva compromesso la sua salute, già per natura cagionevole, perciò fu obbligato ad affrettare il suo ritiro dal Genio Civile nel 1758. Gli fu accordato il titolo di Ingegnere Civile. Morì il 16 settembre del 1759. 
Il suo aspetto fu descritto da Denis Diderot come poco vistoso: "la testa appiattita, più larga che lunga, le labbra molto pronunciate, il naso corto e schiacciato, il basso mento prominente gli donavano una tale rassomiglianza con Socrate, come ce lo dimostra qualche antica scultura, che ancora oggi mi colpisce solo al guardarla".

## Pensiero
Di fronte alle catastrofi naturali, prime fra tutte il Diluvio universale, le cui tracce egli ricercò non solo nella storia naturale, ma anche nell'analisi storico-esegetica degli antichi testi, sacri e mitologici, di fronte alle tragedie della storia, anche profonde crisi economiche e sociali, l'uomo perde il lume della ragione e colmo di terrore affida il proprio destino a qualche Dio o despota. È questa l'idea centrale che anima tutta la riflessione dell'ingegnere filosofo Nicolas Antoine Boulanger, la cui esistenza, come scrisse Denis Diderot in un profilo biografico che di lui tracciò in occasione della morte, fu breve, solitaria prima, chiusa e poi quasi nascosta nel seno di un piccolo gruppo di amici.
Boulanger, pensatore originale, ma poco conosciuto e in genere trascurato dagli storici della filosofia, muove dall'analisi delle religioni, dei riti e dei miti antichi, nonché dell'evoluzione dell'uomo sociale, e tenta di portare alla luce ogni forma di dittatura riconducendola ad una sorta di velata teocrazia umana. Il dispotismo teocratico originario fondato sulla religione ed ogni forma successiva di dispotismo politico, che secondo il filosofo francese è una teocrazia pagana o laica, fanno leva sull'insufficienza della ragione e sulla paura, imponendosi agli uomini come unici, esclusivi modelli di salvazione, consolazione o condanna e ciò grazie anche alla costruzione di false mitologie, come il caos primigenio, il caos sociale ed il tramonto della storia umana, e di artificiose ritualità, come le funzioni delle varie chiese ed i cerimoniali della politica. 
Boulanger traccia il cammino dell'uomo occidentale, il quale, a differenza di quello orientale, attraverso il progresso compie la sua storia, intesa in primo luogo come storia dell'uomo in società ed in secondo luogo storia della libertà in quanto liberazione dalla natura originaria. Nella filosofia della storia, osserva che il tempo religioso tende al livellamento di passato e futuro nel presente. Accomunato da Ferdinando Galiani e Bonifacio Finetti a Giambattista Vico, fu apprezzato invece da Benedetto Croce e da Franco Venturi, che su di lui scrisse un saggio, edito da Laterza nel 1947, dal titolo "L'Antichità svelata e l'idea di Progresso in N. A. Boulanger (1722-1759)".

## Opere
Boulanger, come riporta Denis Diderot nella sua biografia, scrisse nella sua giovinezza una Vita di Alessandro, mai pubblicata, un Dizionario comparativo delle lingue antiche e moderne, in tre volumi in folio, sulla scia dell'enciclopedismo illuminista. L'opera principale può essere considerata le Ricerche sull'origine del dispotismo orientale, redatta da Boulanger nel 1755 e pubblicata postuma per la prima volta nel 1761 dal barone Paul Henri Thiry d'Holbach. Nel 1988 P. Sadrin ne ha preparato un'edizione critica basata su cinque manoscritti allora conosciuti. L'ultima parte dell'opera, inizialmente una serie di 14 memorie, dal titolo L'Antichità svelata per i suoi usi, fu edita ad Amsterdam nel 1766. Scrisse per l'Encyclopédie gli articoli: "Diluvio", "Corvée" e "Società". Secondo alcune testimonianze curiose riportate da Diderot, il quale fu suo intimo amico e raccontandone la storia creò la leggenda del «piccolo Socrate», scrive Venturi, «brutto come un satiro, dagli occhi vivi e lucenti, vissuto solitario ed indipendente», l'ingegnere filosofo fece montare un mappamondo relativo alle sinuosità dei continenti, agli angoli alternativi delle montagne e dei fiumi. Il globo terrestre vi era diviso in due emisferi: le acque ne occupavano uno per intero e i continenti ne occupavano l'altro e per una curiosità rimarchevole si trovava che il meridiano del continente generale passava per Parigi; in analogia con la Pangea, teorizzata da Alfred Wegener solo agli inizi del secolo XX. 
Tra le edizioni più recenti e rappresentative delle sue opere si segnalano:
- Oeuvres de N. A. Boulanger, en Suisse, De l'Imprimerie Philosophique, 1791.
- N. A. Boulanger, L'Antiquité dévoilée par ses usages, a cura di P. Sadrin, Paris, Éditions des Annales Littéraires de l'Université de France-Comté, Les Belles Lettres, 1978, XXIII.
- N. A. Boulanger, Recherches sur l'origine du despotisme oriental, a cura di P. Sadrin, Paris, Éditions des Annales Littéraires de l'Université de France-Comté, Les Belles Lettres, 1988, LII.
- N. A. Boulanger, Dissertation sur Elie et Enoch, a cura di P. Sadrin, Paris, Éditions des Annales Littéraires de l'Université de France-Comté, Les Belles Lettres, 1991.